# Germanijev(II) oksid
Germanijev(II) oksid je anorganska spojina s kemijsko formulo GeO. 

## Pridobivanje
Pripravi se lahko z reakcijo germanijevega(IV) oksida s fosforasto kislino (H3PO3) ali z oksidacijo kovinskega germanija:
{\displaystyle \mathrm {GeO_{2}+H_{3}PO_{2}\longrightarrow GeO+H_{3}PO_{3}} }
{\displaystyle \mathrm {GeO_{2}+Ge\longrightarrow 2\ GeO} }

## Lastnosti
Njegove lastnosti niso  podrobno opisane. Je rumena trdnina, ki med kuhanjem v vodi porjavi. Na zraku začne pri približno 550 °C počasi oksidirati. Običajno vsebuje nekaj odstotkov germanijevega(IV) oksida. Germanijev(II) oksid, pridobljen s redukcijo germanijevega(IV) oksida s kovinskim germanijem je kristalast in diamagneten.  Je amfoteren. S kislinami tvori germanijeve(II) soli, z alkalijami pa trihidroksigermanate (ali germanite), ki vsebujejo ion Ge(OH)−
3.
Germanijev oksid razpada na germanij in germanijev(IV) oksid.